# فرانك داغوستينو
فرانك داغوستينو (بالإنجليزية: Frank D'Agostino)‏ هو لاعب كرة قدم أمريكية أمريكي، ولد في 8 أبريل 1934 في فيلادلفيا في الولايات المتحدة، وتوفي في 28 سبتمبر 1997 في تامبا في الولايات المتحدة.

## وصلات خارجية
- فرانك داغوستينو على موقع مرجع كرة القدم المحترفة.كوم (الإنجليزية)